# ویتچام
ویتچام (به انگلیسی: Witcham) یک روستا و محله مدنی در بریتانیا است که در کمبریج‌شر شرقی واقع شده‌است. ویتچام ۴۲۹ نفر جمعیت دارد.